# Exocentrus albomaculicollis
Exocentrus albomaculicollis là một loài bọ cánh cứng trong họ Cerambycidae.